# Cyc
Cyc (wymowa ˈsaɪk) – projekt z dziedziny sztucznej inteligencji (AI), mający na celu stworzenie kompletnej bazy wiedzy, tak zwanego zdrowego rozsądku. Ma to stanowić podstawę, która umożliwi programom AI, przeprowadzanie rozumowania podobnego do ludzkiego.
Projekt został zapoczątkowany w 1984 roku, przez dr Douga Lenata. Mimo iż nazwa „Cyc” pochodzi od angielskiego słowa „encyclopedia” (encyklopedia), to baza wiedzy tworzona w ramach tego projektu zawiera dużo więcej informacji o opisywanych w niej obiektach, niż tylko proste definicje. Struktura bazy wiedzy pozwala na automatyczne przeprowadzenie rozumowania i wyciąganie wniosków. Wstępnie projekt był planowany na 10 lat, jednak po dziś dzień nadal jest aktywnie rozwijany i trudno powiedzieć czy zakończy się sukcesem. Obecnie Cyc jest własnością korporacji Cycorp. Jednym z pierwszych praktycznych zastosowań systemu jest CycSecure, który bada bezpieczeństwo rzeczywistej sieci komputerowej przeprowadzając symulacje ataków na tę sieć.
Baza danych – tzw. baza wiedzy (ang. Knowledge base – KB) – jest napisana w języku CycL, który trochę przypomina język Lisp. Programiści CycL nazywani są z angielska "cyclists". Podstawowymi elementami składowymi bazy danych są tzw. stałe (ang. constants). Można je podzielić na kilka podstawowych grup: elementy indywidualne – koncepty (np. #$Poland, #$HomerSimpson), kolekcje (np. #$Tree-ThePlant – jako kolekcja wszystkich drzew), operatory logiczne (np. #$and, #$implies), kwantyfikatory (np. #$forAll), predykaty (np. #$isa, #$genls) i funkcje (np. #$FruitFn). Wszystkie stałe są połączone z innymi stałymi przez predykaty i należą do tzw. mikro-teorii, które muszą być wewnętrznie niesprzeczne. Każda mikro-teoria jest identyfikowana przez stałą.
Cyc obecnie jest dostępny za darmo w okrojonej wersji nazwanej OpenCyc. Dodatkowo dostępna jest również wersja ResearchCyc, która jest udostępniana naukowcom i instytucjom badawczym, również za darmo.